# PTE Táncoló Egyetem
A PTE Táncoló Egyetem a Pécsi Tudományegyetem egyik kezdeményezése, amely 2000 óta működik és azóta 52 tánccal ismerkedhetnek meg az érdeklődök a latin táncoktól a különböző néptáncokon át egészen a hiphopig. A kurzusokon 1000 fő vehet részt szemeszterenként.
A program elsősorban a PTE hallgatói és dolgozói számára kerül meghirdetésre, de Pécs város felnőtt lakosai is a kezdetektől fogva érdeklődnek iránta. A PTE segítséget kíván nyújtani a fent említett célcsoportoknak a szabadidő kulturált formában történő eltöltéséhez, illetve az egyes karok polgárainak és a város lakosainak közösségformálásához, erősíteni a karok közötti kapcsolatot, fejleszteni a hallgatók mozgás- és viselkedéskultúráját.

## Kurzusok
A Táncoló Egyetem keretében több kurzusra jelentkezhetnek a hallgatók és az érdeklődök. Szemeszterenként változnak ezek. 2010 tavaszán az alábbi kurzusok vannak:
1. alakformáló-táncaerobik
2. argentin tangó
3. báltermi latin táncok
4. boogie-woogie, rock and roll, swing
5. electric boogie-break
6. Chen stílusú Taiji Quan (tai chi)
7. hastánc
8. hiphop
9. jóga
10. kubai salsa
11. magyar néptánc
12. party latin táncok
13. show/musical tánc kezdő/fellépő
14. társastánc

## Guinness-rekord
2005-ben, a program 5 éves jubileumi gálaműsorán a bemutatók után a nézőket is megmozgatták a szervezők: Guinness-rekord felállításához invitálták őket, az egyidőben legtöbben hastáncolók kategóriában. Indzsi Deniz hastáncoktató vezette a táncot és 500-an táncoltak. Mivel ezt a Guinness-rekordot 2008-ban megdöntötték, ezért 2010. szeptember 27-én, a Táncoló Egyetem 10 éves Jubileumi Gáláján a projekt újból szeretné visszaszerezni ezt a címet, ezúttal jótékonysági felajánlással egybekötve.

## Lásd még
- Tánc

## Külső hivatkozások
- Hivatalos oldal Archiválva 2010. március 23-i dátummal a Wayback Machine-ben
- Dunántúli Napló